# Marie Komnenovna (1190)
Marie Komnéna (asi 1144–1190) byla manželka uherského vzdorokrále Štěpána IV.

## Život
Marie byla nejmladším dítětem Izáka Komnenose, syna Jana II. Komnenose a staršího bratra byzantského císaře Manuela I., a jeho první manželky Theodory.
V roce 1153 ji její strýc zasnoubil s Fridrichem I. Barbarossou, ale toto zasnoubení bylo brzy zrušeno. V roce 1156 ji strýc provdal za uherského prince Štěpána, který z domoviny uprchl po neúspěšné rebelii proti svému bratrovi, králi Gejzovi II.
Po smrti Gejzy v roce 1162 byl protikrálem proti svému synovci zvolen prostřední z bratrů Ladislav (II.), který třetinu Uherska věnoval Mariinu manželovi. Po náhlé smrti Ladislava 14. ledna 1163 ho coby vzdorokrále nahradil Mariin manžel Štěpán (IV.). Ještě v tom samém roce však Gejzův syn Štěpán (III.) svého strýce porazil a Mariin manžel znovu utekl do Byzance. Zemřel během bojů se svým synovcem 11. dubna 1165.
Marie zemřela v Konstantinopoli.